# 311 (gruppo musicale)
I 311 (pronuncia come three-eleven) sono un gruppo musicale rock statunitense, formatosi ad Omaha nel 1988.
Il loro stile musicale fonde il reggae con il rap metal e il funk.

## Storia del gruppo
Il gruppo fu formato in Nebraska, precisamente a Omaha, nel 1988 dal cantante e chitarrista Nick Hexum, dal chitarrista Jim Watson (in seguito sostituito da Tim Mahoney), dal bassista Aaron "P-Nut" Wills e dal batterista Chad Sexton.
Nei primi anni novanta pubblicarono i loro primi dischi dal titolo Dammit! (What Have You, 1990) e Unity (What Have You, 1991).
Nel 1992, dopo l'ingresso di Doug "SA" Martinez, la band firmò un contratto con la Capricorn Records, etichetta per la quale uscirono Music (1993) e Grassroots (1994).
Nel 1995 hanno avuto grande successo con il terzo eponimo album 311, trascinato dai singoli Down e All Mixed Up.
I successivi tre dischi, pubblicati tra il 1997 e il 2001, hanno avuto un discreto successo non paragonabile a 311.
Nel 2004 è uscito un disco di raccolta dal titolo Greatest Hits '93-'03.
Nell'agosto 2005 è stata la volta di Don't Tread on Me, ottavo album in studio anticipato dal singolo omonimo.
Dopo una preannunciata pausa, la band è ritornata in attività nel gennaio 2007 con alcuni concerti. Il successivo album in studio è datato 2 giugno 2009: si tratta di Uplifter, registrato a Los Angeles con Bob Rock.
Il successivo e decimo album è Universal Pulse (luglio 2011).
Nel 2014 la band ha pubblicato un album in maniera indipendente: non lo faceva dal 1991. Il titolo è Stereolithic. Nel 2017 hanno pubblicato Mosaic, seguito due anni dopo da Voyager.

## Stile e influenze
I 311 uniscono elementi vocali e strumentali rock, reggae, hip hop e funk, e la loro musica è stata annoverata in diversi ambiti, tra cui rock alternativo, reggae rock, rap rock, funk metal, funk rock, rap metal, post-grunge, alternative metal e nu metal. Il gruppo cita come propri ispiratori The Clash, The Cure, Descendents, Red Hot Chili Peppers, Cypress Hill, De La Soul, A Tribe Called Quest, Led Zeppelin, Bob Marley, Fishbone e Bad Brains.

## Formazione

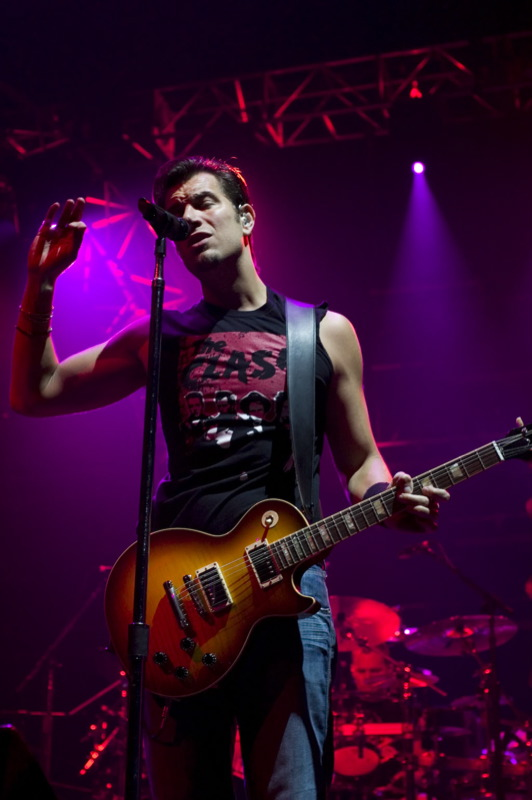
Nick Hexum nel 2007

### Attuale
- Nick Hexum - voce, chitarra ritmica, programmazione (1988–)
- Doug "SA" Martinez - voce, dj set (1992–)
- Tim Mahoney - chitarra solista (1991–)
- Aaron "P-Nut" Wills - basso (1988–)
- Chad Sexton - batteria, programmazione, percussioni (1988–)

### Ex componenti
- Jim "Jimi" Watson - chitarra (1988–1990)

## Discografia

### Album in studio
- 1990 – Dammit!
- 1991 – Unity
- 1993 – Music
- 1994 – Grassroots
- 1995 – 311
- 1997 – Transistor
- 1999 – Soundsystem
- 2001 – From Chaos
- 2003 – Evolver
- 2005 – Don't Tread on Me
- 2009 – Uplifter
- 2011 – Universal Pulse
- 2014 – Stereolithic
- 2017 – Mosaic
- 2019 – Voyager

### Album dal vivo
- 1998 – Live
- 2014 – 311 with the Unity Orchestra

### Raccolte
- 1998 – Omaha Sessions
- 2004 – Greatest Hits '93-'03

## Videografia
- 1996 – Enlarged to Show Detail
- 2001 – Enlarged to Show Detail 2
- 2004 – 311 Day: Live in New Orleans
- 2009 – The Road to 311 Day 2008